# Sons of Liberty

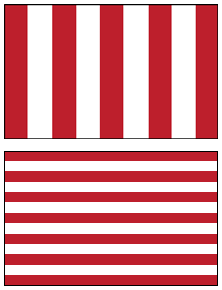
La bandiera in alto è quella dei Sons of Liberty, quella sotto è attribuita sempre all'associazione, ma, forse, erroneamente.

I Sons of Liberty (dall'inglese Figli della Libertà) erano i membri di una società segreta presente nel territorio statunitense nel periodo della guerra d'indipendenza americana, quindi intorno al 1776. 
Il principale obiettivo di questa società segreta (e come questa ne esistevano altre) era quello di combattere la madrepatria, dato che questa imponeva numerosi dazi sulla colonia d'oltremare, come quello famoso dello zucchero e quello detto Stamp Act, riguardante la stampa. I Sons of Liberty si resero famosi per i loro atti a volte vandalici che danneggiarono la madrepatria inglese nel periodo di rivoluzione: famosa a questo riguardo fu la protesta al Tea Act, dove al porto di Boston (Massachusetts) alcuni Sons of Liberty, travestiti da pellerossa, attaccarono una nave carica di tè e gettarono il carico fuori dalla nave. La bandiera dei Sons of Liberty era composta da cinque strisce verticali rosse e quattro bianche.

## Riferimenti nella cultura di massa
Nel videogioco d'azione stealth del 2001 Metal Gear Solid 2: Sons of Liberty e nella sua versione ampliata Metal Gear Solid 2: Substance, uscita nel 2002, un gruppo terroristico prende chiara ispirazione dalla società segreta statunitense: oltre a farsi chiamare allo stesso modo, Sons of Liberty, l'unità assume anche una bandiera del tutto simile alla versione a bande orizzontali della società segreta stessa, riportando però anche un serpente disegnato in primo piano, sopra le righe della bandiera, riferimento al leader del gruppo, Solidus Snake.